# Teatr Miejski w Lesznie
Teatr Miejski w Lesznie – samorządowa instytucja kultury, teatr działający w Lesznie.

## Historia
Powstał 1 kwietnia 2016 jako pierwszy od lat nowy publiczny teatr w Polsce; tym samym miasto stało się najmniejszym ośrodkiem miejskim posiadającym stałą scenę repertuarową w kraju. W Lesznie stały, repertuarowy teatr profesjonalny istniał 77 lat wcześniej. Organami założycielskimi Teatru Miejskiego są miasto Leszno i Samorząd Województwa Wielkopolskiego. 
Twórcą i dyrektorem teatru był Błażej Baraniak, ówczesny dyrektor Centrum Kultury i Sztuki w Lesznie, który powierzył kierownictwo artystyczne aktorce Beacie Kawce (2016−2018). Dramaturgiem teatru był Dariusz Banek. Pierwszymi premierami, we wrześniu 2016, były Moralność pani Dulskiej Gabrieli Zapolskiej w reżyserii Piotra Grabowskiego i Królowa Śniegu. We wrześniu 2019 dyrektorem naczelnym teatru został Zbigniew Rybka, dotychczasowy dyrektor Teatru Powszechnego w Radomiu, natomiast dyrektorem artystycznym jest kompozytor, Jerzy Satanowski.

### Dyrektorzy naczelni
- 2016–2019: Błażej Baraniak
- od 2019: Zbigniew Rybka

### Kierownicy artystyczni
- 2016–2018: Beata Kawka[2]
- od 2018: Jerzy Satanowski[9]

### Zespół aktorski
Teatr nie posiada stałego zespołu aktorskiego. Na scenie teatru występują m.in.: Elżbieta Zającówna, Elżbieta Kijowska, Sławomira Łozińska, Edyta Herbuś, Halina Chmielarz, Daria Widawska, Marta Walesiak, Katarzyna Krzanowska, Katarzyna Głogowska, Jan Peszek, Karol Wróblewski, Błażej Peszek, Janusz Onufrowicz, Artur Janusiak,
Ze sceną współpracują także młodzi absolwenci Wydziału Aktorskiego Akademii Teatralnej im. Aleksandra Zelwerowicza w Warszawie oraz Wydziału Aktorskiego we Wrocławiu, Filii Akademii Sztuk Teatralnych im. Stanisława Wyspiańskiego w Krakowie.